# Grovnäbbad trut
Grovnäbbad trut (Larus pacificus) är en australisk vadarfågel i familjen måsfåglar. Som namnet avslöjar har den en ovanligt kraftig näbb. Beståndet är relativt litet men anses ändå vara livskraftigt.

## Utseende
Grovnäbbad trut är en stor måsfågel med en kroppslängd på 62 cm och vingbredden 147 cm, avgjort större än kelptruten, den enda andra förekommande trutarten i Australien. Karakteristiskt är vidare svart ovansida med mörka handpennor och utan vita fläckar innanför spetsarna, svart stjärtband och speciellt den mycket grova näbben. Ungfågeln är något mörkare än kelptruten, framför allt undertill, och med avsevärt grövre näbb, skär med mörk spets.

## Läten
Bland lätena hörs ropande och ibland rätt utdragna "ow-ow" liksom korta "oh oh", djupa "cark-cark" eller "auk-auk" samt olika klagande stammande och barska skrockande ljud.

## Utbredning och systematik
Grovnäbbad trut delas in i två underarter med följande utbredning:
- Larus pacificus georgii – kustnära Western Australia till South Australia och Kangaroo Island
- Larus pacificus pacificus – sydöstra Australien (Victoria) och Tasmanien, sporadiskt i Queensland

### Släktskap
DNA-studier visar att arten tillhör en grupp med måsar och trutar som alla har ett svart ändband på stjärten (de sydamerikanska arterna perutrut och argentinatrut samt den östasiatiska arten svartstjärtad mås) men även den avvikande amerikanska arten vithuvad mås. Dessa är i sin tur systergrupp till en samling vithuvade trutar som gråtrut och havstrut, men också fiskmås och ringnäbbad mås.

## Levnadssätt
Grovnäbbad trut häckar i glesa kolonier utmed kuster och på öar, mellan september och januari. Utanför häckningstiden uppträder den inte i flock. Den är helt havsbunden.

## Status och hot
Arten har ett stort utbredningsområde och en stabil population. Utifrån dessa kriterier kategoriserar IUCN arten som livskraftig (LC). Beståndet är dock relativt litet, uppskattat till cirka 11 000 individer.

## Bilder

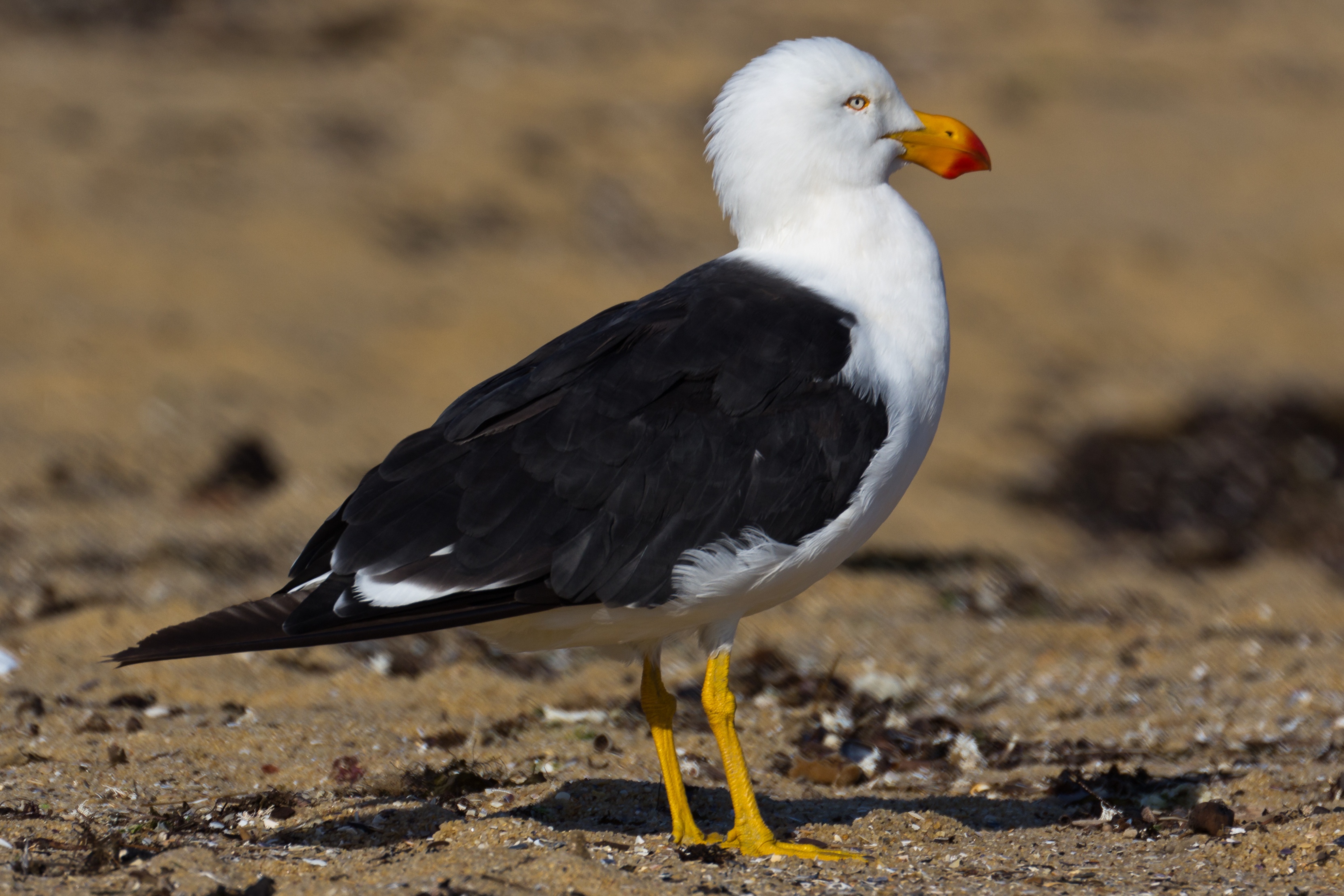
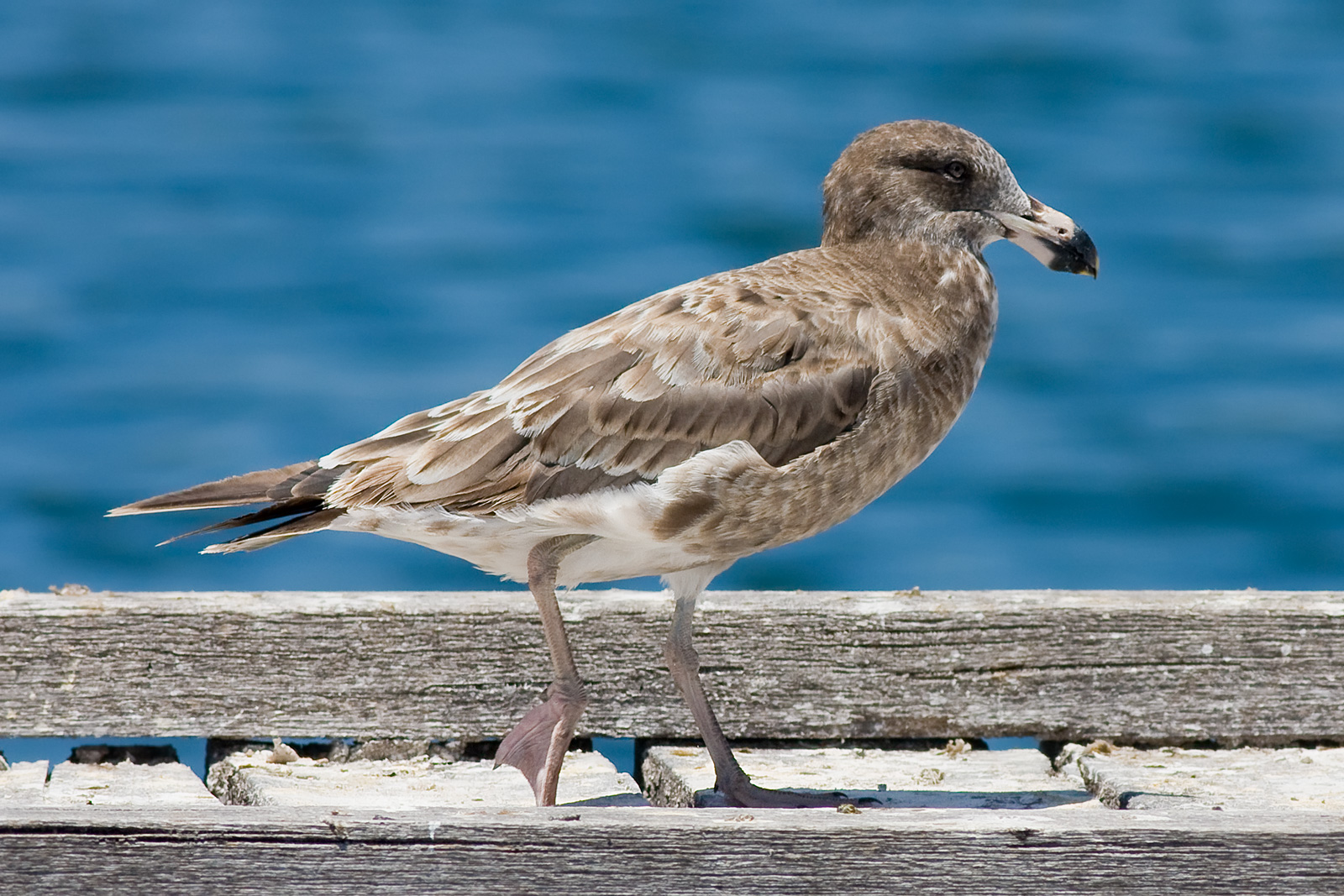
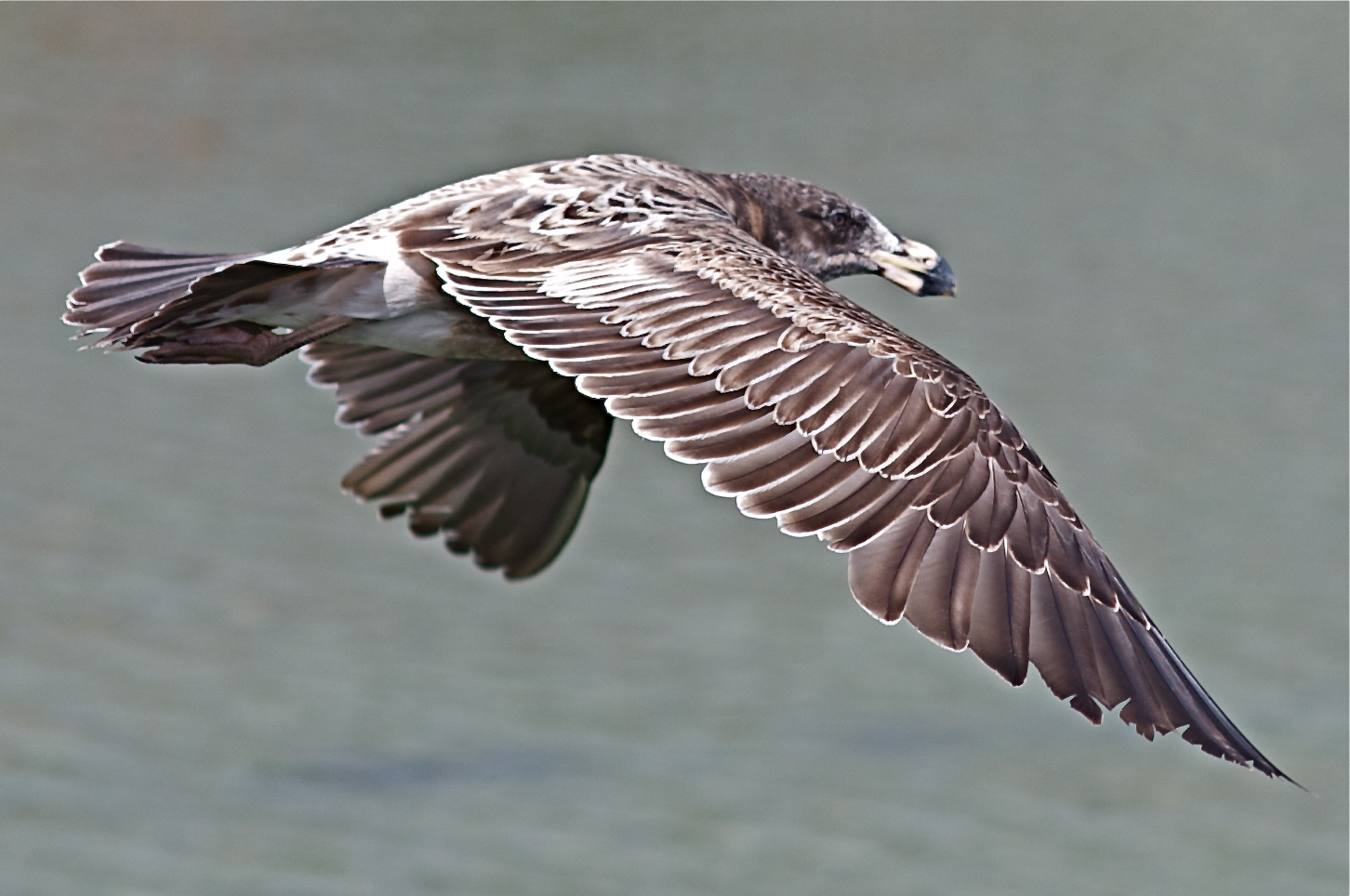
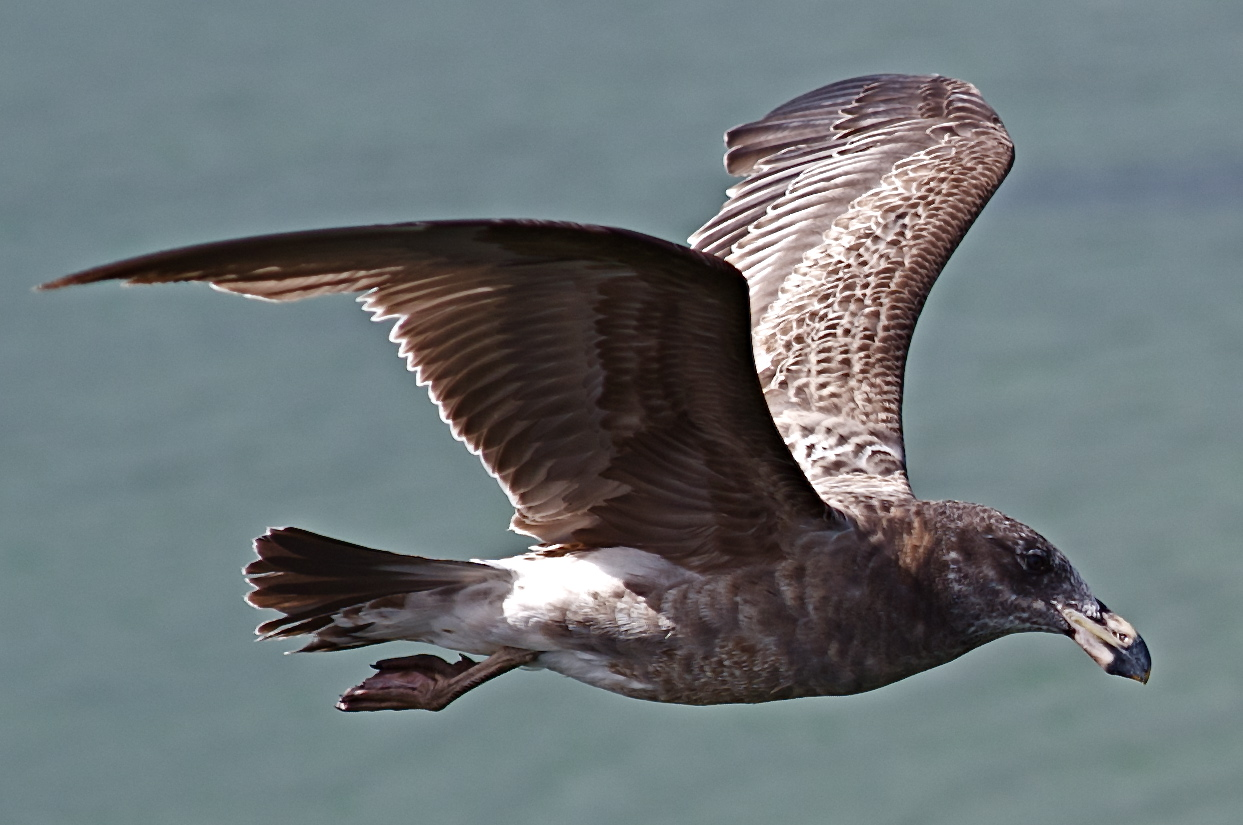
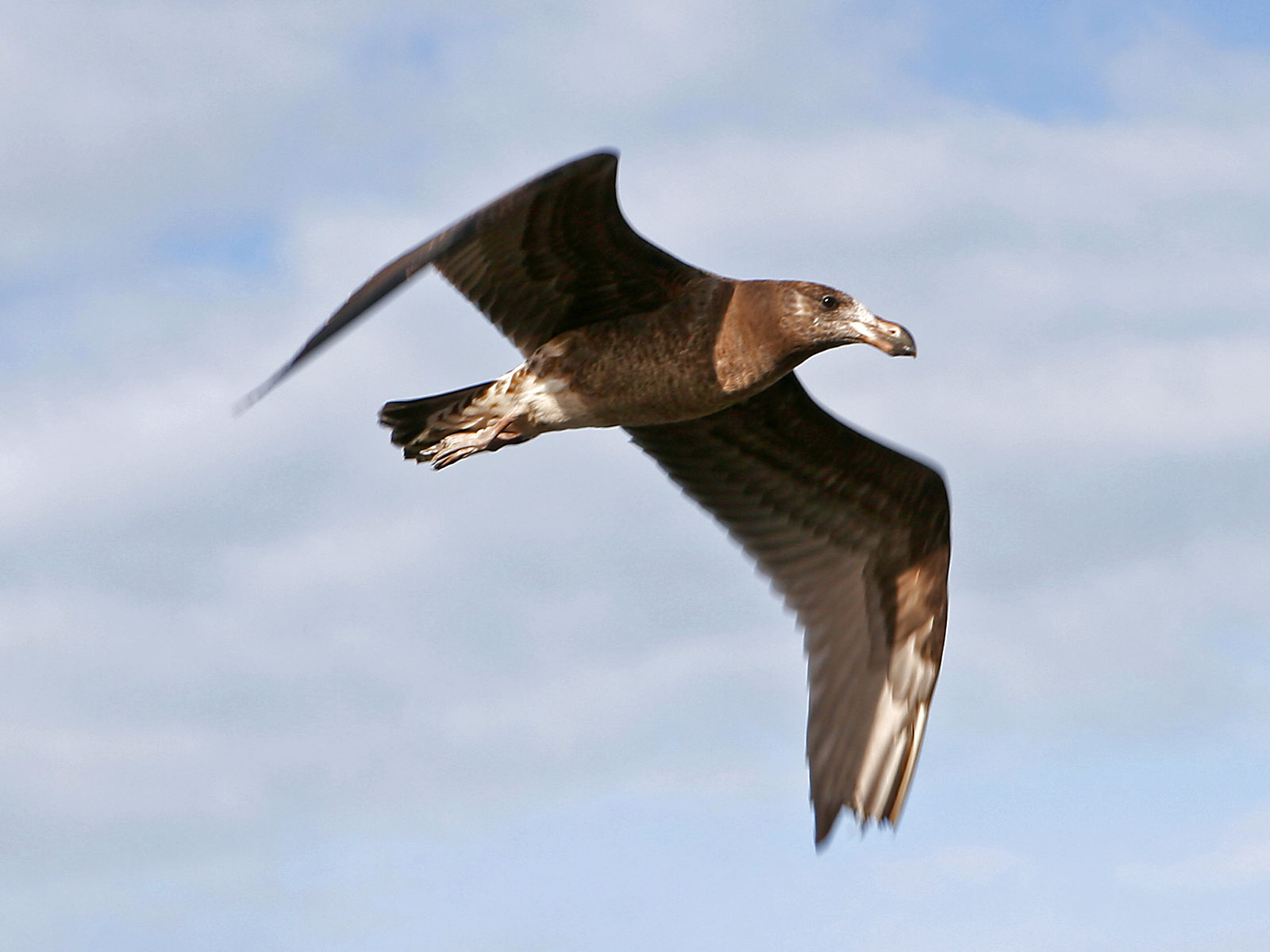
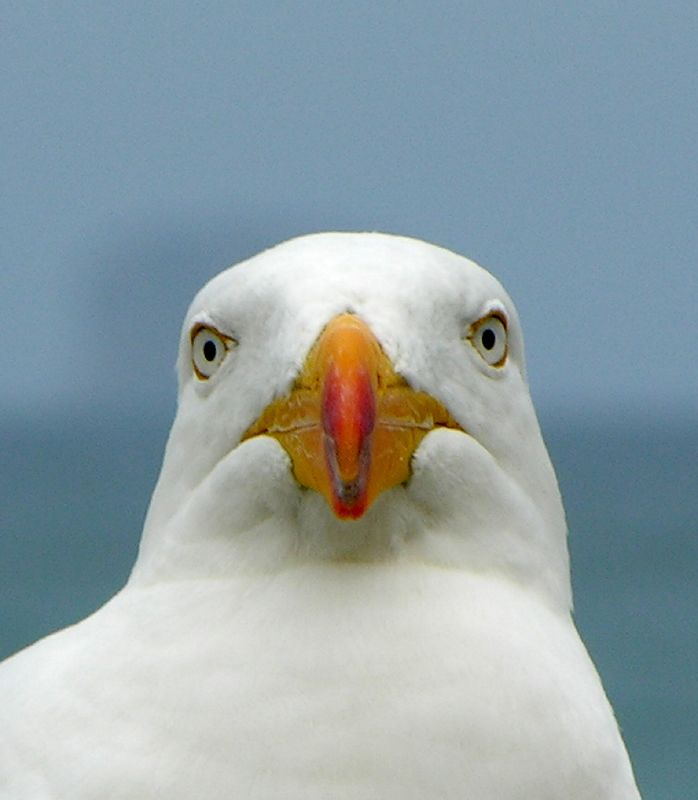